# Fly plaid

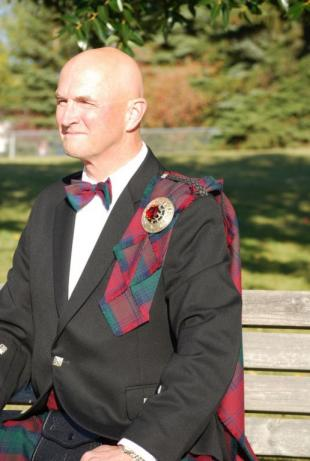
Ein Mann trägt ein fly plaid

Der fly plaid ist ein traditionelles schottisches Kleidungsstück. In der Hochlandkleidung Schottlands ist das moderne fly plaid (deutsch: Fliegenplaid) der Nachfolger des traditionellen Great Plaid.

## Ursprung und Verwendung
Seit dem 16. Jahrhundert gibt es Kilts, die damals als sogenannte Feileadh Mor oder Great Kilt deutlich mehr Stoff hatten. Der Überhangsstoff wurde über die Schulter gelegt und im Gürtel zusammengerafft. Im Lauf der Zeit wurde immer weniger Stoff verwendet und der Stoff, der über die Schulter drapiert wurde, wurde zu einem eigenen Kleidungsstück: dem fly plaid.
Traditionell wird es entweder mit einer Prince Charlie Jacket oder einer Argyll Jacket getragen und dabei sollte es aus demselben Tartanstoff wie das Kilt sein. Das fly plaid wird über die linke Schulter drapiert und dabei durch die Schulterklappe gezogen und durch eine Brosche befestigt. Die Ecke sollte ungefähr auf Brusthöhe hängen und der hintere Teil am Rücken sollte unterhalb des Kilts enden.
Das fly plaid gilt als sehr formell und ist daher nur bei bestimmten Anlässen zu tragen.